# Cantonul Sennecey-le-Grand
Cantonul Sennecey-le-Grand este un canton din arondismentul Chalon-sur-Saône, departamentul Saône-et-Loire, regiunea Burgundia, Franța.

## Comune
- Beaumont-sur-Grosne
- Boyer
- Bresse-sur-Grosne
- Champagny-sous-Uxelles
- La Chapelle-de-Bragny
- Étrigny
- Gigny-sur-Saône
- Jugy
- Laives
- Lalheue
- Mancey
- Montceaux-Ragny
- Nanton
- Saint-Ambreuil
- Saint-Cyr
- Sennecey-le-Grand (reședință)
- Vers